# Schefflera humboldtiana
Schefflera humboldtiana är en araliaväxtart som först beskrevs av Joseph Decaisne, Jules Émile Planchon och Berthold Carl Seemann, och fick sitt nu gällande namn av David Gamman Frodin. Schefflera humboldtiana ingår i släktet Schefflera och familjen araliaväxter.
Artens utbredningsområde är Colombia. Inga underarter finns listade.